# 上の原 (北九州市)
上の原（うえのはる）は福岡県北九州市八幡西区の地名。上の原一丁目から四丁目の町がある。住居表示実施済み。郵便番号は807-0071。

## 地理
八幡西区の中央部に位置し、北に養福寺町、北東に割子川、東に市瀬、南東に上上津役、南に中の原、南西に沖田、西に永犬丸東町と接する。

### 湖沼
- 上の原池
- 鬼山池

## 地域の特徴
西縁を国道200号が南北に走り、東部を国道211号が縦貫する。閑静な住宅街である。

一丁目に上津役小学校，涼天満宮、二丁目に上津役市民センター，緑ヶ丘幼稚園、三丁目にJA北九 八幡支店，上の原年長者いこいの家がある。

## 歴史
住居表示実施前には上の原町と呼ばれており、かつての永犬丸村，上上津役村，下上津役村，市瀬村，引野村の交わる場所に位置する。

### 地名の由来
地名の由来となった上の原は大字上上津役，大字下上津役，大字引野に、町内の公園にその名を残す名前原は大字永犬丸，大字下上津役，大字引野にそれぞれ字が存在していた。

### 沿革
- 1985年（昭和60年）6月1日 - 上の原一丁目 - 四丁目新設[5][6]。

### 町名の変遷
| 実施内容          | 実施年月日               | 実施後       | 実施前                                                 |
| ----------------- | ------------------------ | ------------ | ------------------------------------------------------ |
| 町名新設 住居表示 | 1985年（昭和60年）6月1日 | 上の原一丁目 | 大字市瀬，大字上上津役，大字下上津役，大字引野の各一部 |
| 町名新設 住居表示 | 1985年（昭和60年）6月1日 | 上の原二丁目 | 大字下上津役，大字引野の各一部                         |
| 町名新設 住居表示 | 1985年（昭和60年）6月1日 | 上の原三丁目 | 大字下上津役，大字引野の各一部                         |
| 町名新設 住居表示 | 1985年（昭和60年）6月1日 | 上の原四丁目 | 大字永犬丸，大字下上津役，大字引野の各一部             |

## 世帯数と人口
2025年（令和7年）3月31日現在（北九州市発表）の世帯数と人口は以下の通りである。
| 町           | 世帯数    | 人口    |
| ------------ | --------- | ------- |
| 上の原一丁目 | 320世帯   | 649人   |
| 上の原二丁目 | 383世帯   | 790人   |
| 上の原三丁目 | 513世帯   | 1,204人 |
| 上の原四丁目 | 567世帯   | 1,121人 |
| 計           | 1,783世帯 | 3,764人 |

### 人口の変遷
国勢調査による人口の推移。
| 1995年（平成7年）  | 3,188人 | [ 7 ]  |  |
| 2000年（平成12年） | 3,118人 | [ 8 ]  |  |
| 2005年（平成17年） | 3,012人 | [ 9 ]  |  |
| 2010年（平成22年） | 3,820人 | [ 10 ] |  |
| 2015年（平成27年） | 3,902人 | [ 11 ] |  |
| 2020年（令和2年）  | 3,726人 | [ 12 ] |  |

### 世帯数の変遷
国勢調査による世帯数の推移。
| 1995年（平成7年）  | 1,078世帯 | [ 7 ]  |  |
| 2000年（平成12年） | 1,138世帯 | [ 8 ]  |  |
| 2005年（平成17年） | 1,170世帯 | [ 9 ]  |  |
| 2010年（平成22年） | 1,460世帯 | [ 10 ] |  |
| 2015年（平成27年） | 1,531世帯 | [ 11 ] |  |
| 2020年（令和2年）  | 1,514世帯 | [ 12 ] |  |

## 学区
市立小・中学校に通う場合、学区は以下の通りとなる。
| 町           | 街区 | 小学校                 | 中学校                 |
| ------------ | ---- | ---------------------- | ---------------------- |
| 上の原一丁目 | 全域 | 北九州市立上津役小学校 | 北九州市立上津役中学校 |
| 上の原二丁目 | 全域 | 北九州市立上津役小学校 | 北九州市立上津役中学校 |
| 上の原三丁目 | 全域 | 北九州市立上津役小学校 | 北九州市立上津役中学校 |
| 上の原四丁目 | 全域 | 北九州市立上津役小学校 | 北九州市立上津役中学校 |

## 交通

### バス
域内のバス停と系統は以下のとおりである。
| 運行事業者 | 運行事業者       | 西鉄バス北九州 | 西鉄バス北九州 | 西鉄バス北九州 | 西鉄バス北九州 | 西鉄バス北九州 | 西鉄バス北九州 | 西鉄バス北九州 |
| 系統       | 系統             | 50             | 53             | 75             | 76             | 143            | 150            | 快速           |
| 停留所     | 上の原           | ○              | ○              |                | ○              | ○              |                | ○              |
| 停留所     | 永犬丸東町一丁目 |                |                | ○              |                |                | ○              |                |
| 停留所     | 養福寺裏         |                |                | ○              |                |                | ○              |                |

### 道路
- 国道200号
- 国道211号

## 施設

### 公共施設
- 北九州市立上津役市民センター

### 教育施設
- 北九州市立上津役小学校
- 緑ヶ丘幼稚園

### 金融機関
- JA北九 八幡支店

### 商業施設
- マックスバリュ 上の原店

### 社会福祉施設
- 上の原年長者いこいの家

### 寺社
- 涼天満宮

### 公園
- 上の原公園
- 上の原一丁目公園
- 上の原二丁目公園
- 上の原三丁目公園
- 上の原四丁目公園
- 上の原北公園
- 涼天満公園
- 名前原公園
- 名前原西公園
- 養福寺団地公園